# Egerton Herbert Norman

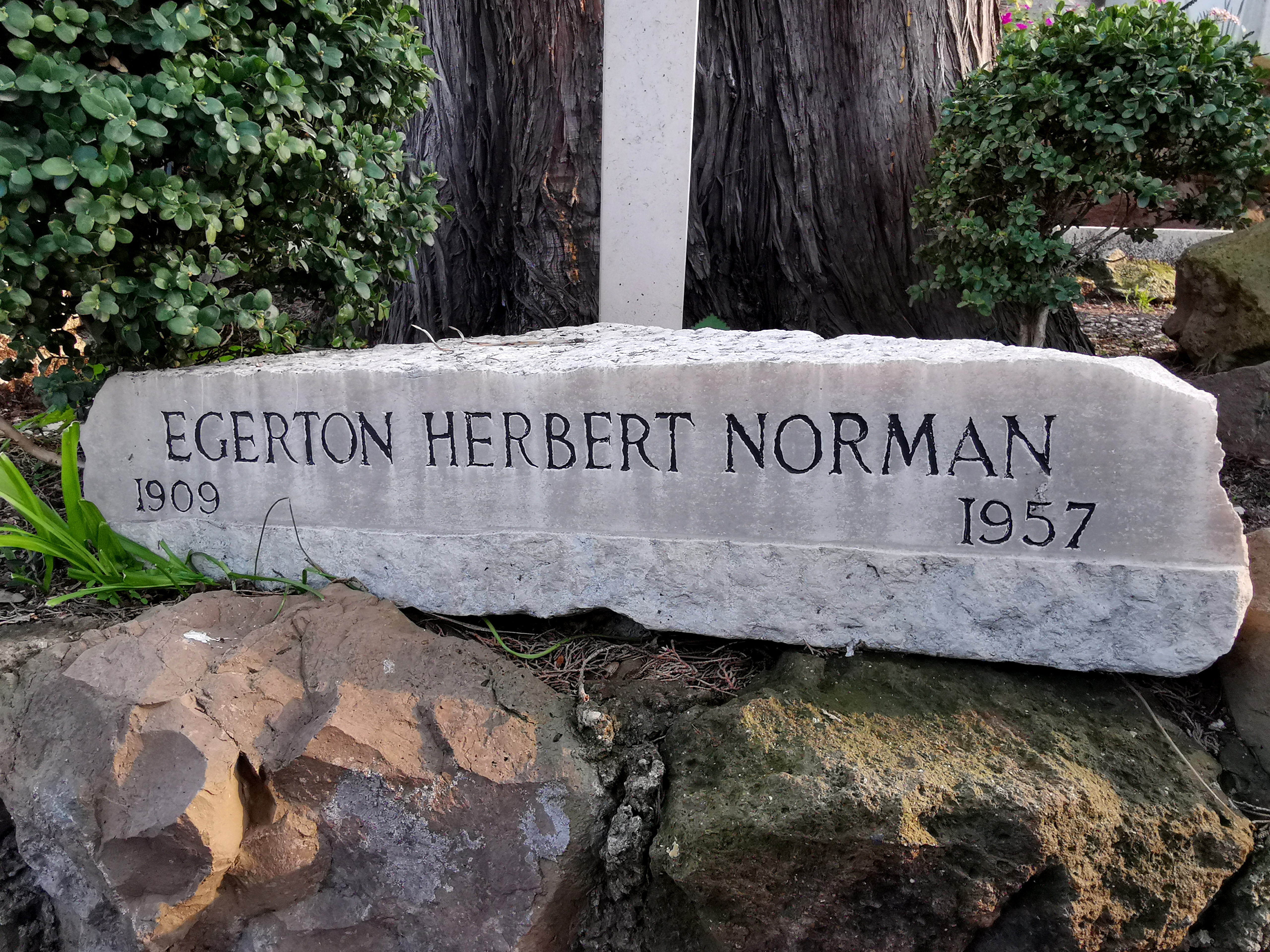
Grab auf dem Nichtkatholischen (Protestantischen) Friedhof Rom

Egerton Herbert Norman (* 1. September 1909 in Karuizawa, Japan; † 4. April 1957 in Kairo) war ein kanadischer Japanologe und Diplomat.

## Lebensweg
Egerton Herbert Norman wurde als Sohn eines Missionars in Japan geboren. Er studierte Ostasiatische Geschichte an der Harvard- und an der Columbia-Universität. 1928 schloss er sich den Forschern des „Institute of Pacific Relations“ an, für das er 1940 sein erstes Buch „Japans Emergence as a Modern State“  publizierte. 1939 trat er in den diplomatischen Dienst Kanadas ein und arbeitete in Japan als Sprachspezialist für Japanisch, bis der Ausbruch des Zweiten Weltkriegs in 1942 zurück nach Kanada zwang.
In Kanada setzte Norman in den nächsten 15 Jahren seine historischen Studien fort. In „Soldiers an in Japan“ 1943 und in „Feudal Background of Japanese Politics“ 1945 untersuchte er die Wurzeln des Militarismus, der Japan in den Zweiten Weltkrieg führte. Mit dem bevorstehenden Frieden untersuchte er die Japan-eigenen demokratischen Traditionen in „Andō Shōeki and the Anatomy of Japanese Feudalism“, das 1949 erschien.
Norman wurde nach dem Zweiten Weltkrieg Botschafter Kanadas in Japan und später UNO-Chefdelegierter seines Landes. Der US-amerikanische Geheimdienstchef Charles Willoughby glaubte in ihm einen sowjetischen Spion entdeckt zu haben und erreichte seine Abberufung aus Japan, ohne dass die Vorwürfe je bewiesen worden wären.
Norman wurde ein Opfer des Antikommunismus. Vor dem McCarran-Ausschuss denunzierte Karl August Wittfogel Normans kommunistische Kontakte und vermutete eine Mitgliedschaft in der Kommunistischen Partei. Herbert Norman war tatsächlich Parteimitglied, wie er in einem privaten Brief schrieb, aus Bewunderung des kommunistischen Kampfes in Spanien eingetreten, er verleugnete das aber vor dem Ausschuss. Normans eigentliche Karriere war beendet. Als Diplomat in Kairo entzog er sich 1957 einer erneuten Untersuchung durch Suizid, was zu öffentlicher Empörung in Kanada führte und zu erheblichen diplomatischen Konflikten zwischen Kanada und den USA. „Der Selbstmord Normans“, kommentierte The New York Times seinerzeit, „hat die amerikanische Regierung und ihre Mitglieder mit Schande bedeckt“.